# 2237 Melnikov
2237 Melnikov è un asteroide della fascia principale del diametro medio di circa 20,54 km. Scoperto nel 1938, presenta un'orbita caratterizzata da un semiasse maggiore pari a 3,1453448 UA e da un'eccentricità di 0,2161614, inclinata di 2,39920° rispetto all'eclittica.